# Тихонівський провулок (Київ)
Ти́хонівський прову́лок — провулок у Голосіївського району міста Києва, місцевість Деміївка. Пролягає від початку забудови до Фрометівської вулиці. 

## Історія
Провулок виник на початку XX століття як Лугова вулиця. Сучасна назва — з 1955 року. У 1970–80-ті роки провулок було скорочено до сучасного вигляду, до того він був довший, починався від неіснуючої нині Тихонівської вулиці (офіційно ліквідована тоді ж у зв'язку зі знесенням одноповерхової приватної забудови, вулиця збереглася у вигляді безіменного проїзду).